# 金沢龍谷高等学校・中等部
金沢龍谷高等学校・中等部（かなざわりゅうこく こうとうがっこう・ちゅうとうぶ、英: Kanazawa Ryukoku Junior & Senior High School）は、石川県金沢市上安原町にある私立高等学校・中学校。西本願寺系の学校法人藤花学園が運営する併設型中高一貫校で、龍谷総合学園の加盟校である。高等学校は2018年（平成30年）4月に藤花学園尾山台高等学校（とうかがくえんおやまだいこうとうがっこう）から改称し、中等部は高等部に併設される形で2023年に新設された。

## 概要
2018年（平成30年）の校名変更前は、設置者の法人名を含めた「藤花学園尾山台高等学校」が正式名称であったが、県内マスコミ等においても「尾山台高校」（おやまだいこうこう）と法人名が省略されて表記されることが多かった。また、その名残りで現在でも「おやまだい」や「おやま」と通称されている。陸上部（特に駅伝競走）など県大会強豪の運動部も過去に存在し、スポーツが盛んであった高校である。

## 設置学科
高等学校
- 普通科[注釈 1]
  - 普通コース（2年次から文系・理系・文化教養系のコースに分かれる）
  - 特進SG（スーパーグローバル）コース

## 沿革

### 経緯
浄土真宗本願寺派金沢別院の輪番石原堅正を学校長として開校した「尾山中学校」と「藤花高等女学校」は、学制改革により学校の設置者として新たに設立された学校法人藤花学園によっていずれも運営されるようになった。その後、それぞれ「尾山高等学校」と「藤花高等学校」の時代を経て「藤花学園尾山台高等学校」となり、金沢市中心部の「南町校舎」より金沢市郊外の「上安原校舎」に校舎を移転したのち、現在の校名に改称されて今日に至っている。

### 年表
《主要な出典：》

#### 旧尾山高等学校
- 1922年（大正11年）10月21日 - 金沢市五宝町の西別院（浄土真宗本願寺派金沢別院）において金沢高等予備学校の設立が認可される。西別院を仮校舎とする。
- 1924年（大正13年）4月8日 - 金沢市西町一番丁（現・同市尾山町）の大谷廟所内に校舎新築、移転する。
- 1932年（昭和07年）12月　- 金沢夜間中学に改称[12]。
- 1937年（昭和12年）2月27日 - 財団法人金沢夜間中学の設立が認可され[13]、同財団法人が運営者となる。
- 1943年（昭和18年）2月 - 中等学校令により中等学校となる[14]。
- 1946年（昭和21年）1月10日 - 文部大臣より校名変更が許可され（地学第193号）[15]、金沢夜間中学を尾山中学校に改称。
- 1948年（昭和23年）3月25日 - 学制改革により、定時制普通課程・男女共学の尾山高等学校を設置。後述の藤花高等学校の教室の一部を併用[12]。運営者は、新設の財団法人藤花学園（後出）[16]。
- 1950年（昭和25年）3月 - 私立学校法の施行により、財団法人藤花学園に代わる学校法人藤花学園の設立が認可され[17]、同法人が尾山高等学校の設置者となる。
- 1970年（昭和45年）3月31日 - 生徒数の減少から[注釈 3]、尾山高等学校を閉校、廃止。

#### 旧藤花高等学校
- 1925年（大正14年）
  - 2月28日 - 金沢女子学院の設立が認可される（石川県指令収学第1887号）[20][21]。大乗仏教の理念に基づき、金沢女子学院を設立。
  - 4月 - 金沢女子学院が開校[17]。
- 1926年（昭和元年）12月28日 - 藤花高等女学校の開校が認可される[22]。
- 1927年（昭和02年）4月1日 - 藤花高等女学校が開校。校舎を金沢市西町一番丁33番地（大谷廟所内）に新築[20]。
- 1947年（昭和22年）7月 - 学制改革により藤花高等女学校に中学校令に基づく藤花中学校（女子校）が附設される[20]。
- 1948年（昭和23年）3月25日 - 学制改革により、新設の財団法人藤花学園に対し、藤花高等女学校を廃止して全日制女子校の藤花高等学校を設置することを認可される（石川県指令収学第2557号）[20]。定時制共学の尾山高等学校を設置。
- 1950年（昭和25年）3月 - 私立学校法の施行により、財団法人藤花学園に代わる学校法人藤花学園の設立が認可される[17]。
- 1954年（昭和29年）4月1日 - 藤花高等学校に普通科のほかに新たに家政科と商業科を設置[17]。
- 1959年（昭和34年）8月9日 - 藤花高等学校体操部がインターハイの団体総合で4年連続優勝を達成[23][注釈 4]。
- 1963年（昭和38年）1月 - 藤花中学校の募集を中止（藤花高等学校の定員を増加）[17]。
- 1965年（昭和40年）3月31日 - 藤花中学校廃止[17]。
- 1966年（昭和41年）2月1日 - 住居表示による町名変更のため、所在地の表記が金沢市尾山町7番8号[17]となる[24]。
- 1973年（昭和48年）10月11日 - 藤花学園理事会で藤花高等学校の県立移管化を決定[25]。以後、生徒・父母・教職員・同窓会による反対運動にあい、1年余りののちに理事会が県立移管の決定を撤回して東野喜三郎理事長が退任する形で紛争が収拾された[26]。

#### 金沢龍谷高等学校・中等部（旧「藤花学園尾山台高等学校」）
- 1977年（昭和52年）4月1日 - 藤花高等学校を藤花学園尾山台高等学校に改称し、男女共学化。
- 1989年（平成元年）12月1日 - 金沢市上安原町（現在地）へ校舎新築移転。
- 1993年（平成05年）4月1日 - 商業科募集停止。
- 1995年（平成07年）3月31日 - 商業科閉科。
- 1997年（平成09年）10月24日 - 学園創立75周年記念式典を挙行。
- 2002年（平成14年）9月29日 - 学園創立80周年記念式典を挙行。
- 2003年（平成15年）4月 - ドリカムPLANスタート。
- 2004年（平成16年）8月24日 - 韓国浄光高等学校と姉妹校交流締結。
- 2005年（平成17年）4月 - 「こころ」の授業スタート。
- 2006年（平成18年）4月 - 室内練習場完成。
- 2007年（平成19年）5月17日 - 学園創立85周年記念式典を挙行。
- 2012年（平成24年）5月19日 - 学園創立90周年記念式典を挙行。
- 2018年（平成30年）4月1日 - 藤花学園尾山台高等学校を金沢龍谷高等学校に改称。
- 2022年（令和04年）
  - 5月28日 - 学園創立100周年記念式典に代わる創立100周年「感謝のつどい」を挙行[27]。
  - 9月30日 - 金沢龍谷高等学校中等部の設置が認可される[28]。
- 2023年（令和05年）
  - 4月1日 - 金沢龍谷高等学校中等部が開校。併設型中高一貫教育を開始。
  - 4月6日 - 中等部1期生の入学式を挙行（入学者23人）[29]。

## 部活動
- 運動部 - 陸上、ソフトテニス、テニス、バドミントン、卓球、バレーボール（女）、サッカー、野球、剣道、バスケットボール（男・女）、ソフトボール（女）、ボウリング
- 文化部 - 放送、パソコン、写真、吹奏楽、箏曲、演劇、美術、書道、茶道、科学、EGS (English & Global Studies Club) 、家庭、華道、囲碁・将棋、文芸、インターアクトクラブ
- 同好会 - 能楽、古典探究、数学探究

## 所在地
〒920-0374 石川県金沢市上安原町169番地の1

## アクセス
通学については金沢市近郊より学校通学バスを運行している。また冬期間は冬季チャーターバスとして路線を増やした運行がされている。
学校通学バスは金沢駅西コース、内灘コース、鶴来コース、寺井コースの4コースが運行されている。
- 北鉄金沢バス安原線「金沢龍谷高校」下車、徒歩約1分。

## 著名な関係者

### 出身者
- 加藤宏子 - 体操選手（1964年東京オリンピック体操女子団体銅メダル）　藤花高校卒業、元藤花高校教員[30]。
- 川裕一郎 - 政治家・実業家。
- 大矢剛功 - プロレスラー。
- 木村泰子 - 陸上選手。
- 山本大明 - 元プロ野球選手（東北楽天ゴールデンイーグルス）。